# Конкордия сула Секия
Конко̀рдия сула Сѐкия (на италиански: Concordia sulla Secchia, на местен диалект Cuncordia, Кункордия) е градче и община в северна Италия, провинция Модена, регион Емилия-Романя. Разположено е на 22 m надморска височина. Населението на общината е 8860 души (към 2012 г.).
През пролетта 2012 г. много сгради са повредени от силни земетресения.